# Vireó verdós
El vireó verdós (Pteruthius xanthochlorus) és un ocell de la família dels vireònids (Vireonidae).

## Hàbitat i distribució
Habita boscos als Himàlaies, al nord de Pakistan, nord de l'Índia des de Caixmir cap a l'est fins Arunachal Pradesh i Nagaland, sud-est del Tibet, oest i nord-est de Myanmar i sud de la Xina a Szechwan i sud de Shensi, nord-oest, sud-est de Yunnan i nord-oest de Fukien.